# 韋和夫樓
韋和夫樓（英語：Whitworth Building）是位於英國曼徹斯特牛津路和伯靈頓街交點的一座建築，是曼徹斯特大學的一部分。1902年建成，1963年12月18日列入II*級登錄建築，以英國工程師祖瑟夫·韋和夫（Joseph Whitworth）命名。